# Antalóczy Zoltán
Antalóczy Zoltán (Tolcsva, 1923. március 22. – 2019. június 8.) nemzetközi hírű magyar szívgyógyász orvos, professor emeritus, MTA doktor, filozófus, a Magyar Kultúra Lovagja.

## Életpályája
Pályája kezdetén, már egyetemi évei alatt megjelent első kiadványa, később pedig évtizedeken át generációk tanulmányait segítette magyar és angol nyelvű szakkönyveivel, melyeken orvos nemzedékek nőttek fel. 1957-től a balatonfüredi Állami Szívkórház főorvosa. 1960-ban megszerzi az orvostudományok kandidátusa, azt követően 1969-ben pedig az orvostudományok doktora akadémiai fokozatát. Vezetésével egy munkacsoport megalkotja és szabadalmaztatja a Triaxicardiometer analóg komputert, amely Magyarországon az első alkalmazott célszámítógép volt a szívgyógyászatban. 1978-tól az Élet és Tudomány című hetilap szerkesztőbizottsági tagja.
Hosszú pályafutása alatt híres és ismert emberek keresték fel bizalommal, akiket legjobb lelkiismerete szerint gyógyított először a Haynal klinikán (1947-1957) később Balatonfüreden, majd Budapesten ahol 1975-től már mint az Orvostovábbképző Intézet II. sz. Belgyógyászati Tanszékén egyetemi tanárként igazgatta a klinikát.

### Néhány híres betege
- Illyés Gyula
- Szabó Lőrinc
- Kodály Zoltán
- Rákosi Mátyás
- Ferencsik János
- Grósz Károly
- Mensáros László

### Újabb tudományos siker
Munkatársaival együtt 1988-ban szabadalmat nyert egy másik találmányuk is. (A testfelszíni potenciáltérképek holografikus úton történő ábrázolása – a világon elsőként)

### Az aktív orvosi évek után
Az 1990-es évektől már szépirodalmi, történelmi és filozófiai művei is megjelentek, írt többek között a Távol-Keletről, a felvilágosodás eszméiről, de a gazdasági világválságról, vagy a görög mitológiáról is.

## Orvosi szakkönyvei
- Antalóczy Zoltán másodéves orvostanhallgató: Fizika, Jegyzet Rybár prof. úr előadása alapján. Kézirat gyanánt. 1942
- Candidátusi értekezés, A paroxysmalis tachycardia és a paroxysmalis pitvari fi brillatio aetio-pathogenesise. Balatonfüred, Állami Kórház, 1960
- Antalóczy Zoltán: Nagy-doktori értekezés, A térbeli szív vektorok elektromos lokalizációi és irányai, Balatonfüred, Állami Kórház, 1968
- A szív elektromos működésének vizsgálata, Electrocardiographia, Vektordiographia, Triaxicardiometria. Medicina Könyvkiadó, Budapest, 1972
- Electrocardiológia az orvosi gyakorlatban, Medicina, Könyvkiadó, Budapest, 1974
- Electrocardiológia az orvosi gyakorlatban, Második, átdolgozott kiadás. Medicina Könyvkiadó, 1976
- Electrocardiológia az orvosi gyakorlatban, Harmadik átdolgozott kiadás, Medicina Könyvkiadó, Budapest, 1987
- Z. Antalóczy: Quantitative Electrocardiology. II., Medical Clinic and Coronary Care Unit, Postgraduate Medical School, Budapest. Copyright by the author 1978
- Gyakorlati electrocardiographia, A gyakorló orvos könyvtára, Medicina Könyvkiadó, Budapest, 1979; 1985; 1991
- Antalóczy Zoltán–Kárpáti Pál (szerk.) Myocardialis Infarctus, Medicina Könyvkiadó, Budapest, 1978
- Kardiológia, Medicina Könyvkiadó, Budapest, 1983
- Szív- és érbetegségekről mindenkinek, Medicina Könyvkiadó, Budapest, 1984; 1987; 1998
- Antalóczy Zoltán (szerk.): Számítástechnika és kardiológiai alkalmazása, Medicina Könyvkiadó, Budapest, 1990
- Antalóczy Zoltán–Magyar Éva: Az isémiás szívbetegség funkcionális patalógiája, Medicina Könyvkiadó, Budapest, 1988
- Z. Antalóczy–B. C. Volkov: A myocardialis infarktuson átesett betegek rehabilitációja, Moszkva, 1982
- Cardialis decompensatio, Semmelweis Kiadó, Budapest, 1992
- Tudomány és művészet. Leonardo da Vinci anatómiai rajzai, Medicina Könyvkiadó, Budapest, 1989
- Z. Antalóczy: Modern Electrocardiology. Proceedings of the IVth International Congress on Electrocardiology Balatonfüred, Hungary 20–23. September 1977. Akadémiai Kiadó, Budapest, 1979
- Z. Antalóczy–I. Préda (edited): Electrocardiology ’81. Proceedings of the 8th International Congress on Electrocardiology Budapest, Hungary 1–4 September, 1981. Akadémiai Kiadó, Budapest, 1982
- Z. Antalóczy–I. Préda–E. Kékes (editors): Advances in Electrocardiology Proceedings of the 16th International Congress on Electrocardiology, Budapest, Hungary, 4-6 September 1989. Exerpta Medica Amsterdam – New York-Oxford 1990

## Szépirodalmi, történelmi, filozófiai művei
- Változás és alkalmazkodás. In.: Dr. Horváth Péter (szerk.): Trendek magyar módra, OMIKK, 1989
- A minden és a semmi határán, Inka Press–Ring Alapítvány, 1994
- Az ember vergődik e világban, Heraldika Kiadó, Budapest, 1996
- A felvilágosodás gondolatvilága, Medicina Könyvkiadó Rt. Budapest, 1996
- Egy klinika élete a Rákosi-korszakban. Emlékeim a Haynal-klinikáról; Heraldika, Bp., 1997
- Az ész és a szabadság igézetében. Reneszánsz és barokk üzenetek, Kalangya Kkt. – Ring Alapítvány, Budapest, 1997
- A XX. század végjátéka, Kalangya Kkt.–Ring Alapítvány, Budapest, 2000
- „És mégis-mégis fáradozni kell” Egy orvos a XX. században, Kairosz Kiadó, 2001
- Közel a Távol-Kelet, Kairosz Kiadó, 2002
- Amerikai Bábel; Kairosz, Bp., 2003
- A gondolkodás mesterei. Európa szellemtörténete; Kairosz, Bp., 2004
- Orvosi hivatásom és hitvallásom. A reménytelenség elfogadhatatlan, Mundus Kiadó, 2004
- Erény és terror. Íme az ember; Kairosz, Bp., 2005
- A diadalmas világnézet, Kairosz Kiadó, 2005
- A civilizációk zűrzavara, Unicus Kiadó, 2006
- Írjátok meg az igazságot! (1867–1948), Unicus Kiadó, 2006
- Írjátok meg az igazságot! (1948–1990), Helikon Kiadó, 2007
- Írjátok meg az igazságot! (1990–2007), Helikon Kiadó, 2008
- „Őrjöngő röptünk, mondd, hová vezet?” Helikon Kiadó, 2009
- Leláncolt Prométheusz; Helikon, Bp., 2009
- Változást és erkölcsi megújulást, Helikon Kiadó, 2010
- Isteni és Emberi színjáték, Helikon Kiadó, 2011
- Kopernikuszi fordulatot az Égbe kapaszkodva és a Földet átölelve, Helikon Kiadó, 2012
- Az őrült majom és a fenséges ember; Helikon, Bp., 2013

## Családja
Nagyapja Cziráky Ferenc építészvállalkozó Bodrogolasziból költözött Tolcsvára, ahol 1902-ben született leánya, Cziráky Erzsébet. A nagyapa amolyan polihisztor volt, így Waldbott báró természetesen őt bízta meg a híres Kincsem kastély megépítésével is. Édesapja Antalóczy István elemi iskolai igazgató-tanító, született 1895-ben Tolcsván.
Az Antalóczy család gyökerei 1628-ig nyúlnak vissza, akkor kaptak címeres nemeslevelet Bereg vármegyében, melyet 1629-ben Ung vármegyében is kihirdettek. (A család 1844-ben legfelsőbb helyen is igazolta nemességét. (LR. LXVII/461.))
Birtokaik többek között Antalócon (ma Ukrajna) illetve Pelbárthidán (ma Románia) voltak.
A családnak jelenlegi becslés szerint napjainkban legalább félezer leszármazottja él szétszórva a világban, Magyarországtól, Norvégián át az Egyesült Államokig.